# 平原馳龍屬
平原馳龍屬（學名：Pampadromaeus）是原始蜥腳形亞目恐龍的一屬，生存於三疊紀晚期的南美洲，是最早期的恐龍之一。平原馳龍是種小型、二足善奔動物。在數個分類學研究裡，平原馳龍位於原始蜥腳形亞目的位置，但缺乏數個蜥腳形亞目的典型特徵，而具有某些獸腳亞目的特徵。

## 發現與命名
平原馳龍的目前唯一化石是正模標本（編號ULBRA-PVT016），是一個保存狀態良好、但關節脫落的部分身體骨骼，包含：頭顱骨、下頜、背椎、薦椎、尾椎、肩胛骨與前肢、腸骨、以及後肢的部分骨頭。正模標本發現於巴西南部南里奧格蘭德州的Paleorrota地質公園，這是一處列名世界自然遺產的著名地質公園。該挖掘地點屬於聖瑪利亞組（Santa Maria Formation）的埃雷莫阿段（Alemoa Member），地質年代約2億3300萬年前，相當於三疊紀晚期的卡尼階。
在2011年，巴西古生物學家塞吉歐·F·卡布雷拉（Sergio F. Cabreira）等人將化石進行敘述、命名將這個化石進行敘述、命名，模式種是巴氏平原馳龍（Pampadromaeus barberenai）。屬名意為「平原奔跑者」，pampa在當地奇楚瓦語意為「平原」，意指化石發現於平原地形，dromeus在古希臘文意為「奔跑者」，意指這恐龍是種善奔動物；種名則是以巴西古生物學家馬里歐·科斯塔·巴伯雷納（Mário Costa Barberena）為名。

## 體徵
平原馳龍是種小型、二足恐龍。平原馳龍同時具有原始、進階型特徵，這是鑲嵌演化的結果。平原馳龍具有一些不同於其他蜥腳形亞目的特徵，其中某些特徵可見於獸腳亞目，獸腳亞目是蜥腳形亞目的姐妹演化支，這些特徵包含：前上頜骨方向朝下，與上頜骨之間形成一道間隙、上頜的最前端牙齒沒有鋸齒狀邊緣、在獸腳亞目的前上頜孔（Fenestra promaxillaris）位置，平原馳龍則具有一個小型凹處。平原馳龍的其他原始特徵包含：大型頭顱骨、短股骨、只有兩節薦椎。
平原馳龍的前上頜骨每邊有四顆牙齒，上頜骨每邊有約20顆牙齒，下頜總共約80顆牙齒。這些牙齒大而延長、呈矛尖形、稍微彎曲、有粗糙的鋸齒邊緣。平原馳龍可能是種草食性恐龍。平原齒龍的小腿長於大腿，顯示牠們是種善於奔跑的動物。
與其他三疊紀恐龍形態類相比，平原馳龍的不同特徵則包含：頭顱骨的長度，大於股骨的2/3長度、前上頜骨具有次鼻突、前上頜骨、上頜骨關節的腹側凹陷、前上頜骨或齒骨的第一顆牙齒沒有嵌入、薦椎連接者背腹側寬廣的肋骨、股骨頭與的中結節縮小、股骨的粗隆部發展良好。

## 種系發生學
根據四個不同的種系發生學分析，平原馳龍都被歸類於蜥腳形亞目的原始物種。塞吉歐·F·卡布雷拉等人在命名平原馳龍時，則提出三疊紀的原始恐龍形態類、原始蜥臀目、原始蜥腳形亞目、原始獸腳亞目有高度類似處，目前仍難以確定這些演化支的早期物種分際，因此平原馳龍被歸類於蜥腳形亞目仍有爭議。